# Kantoorartikel

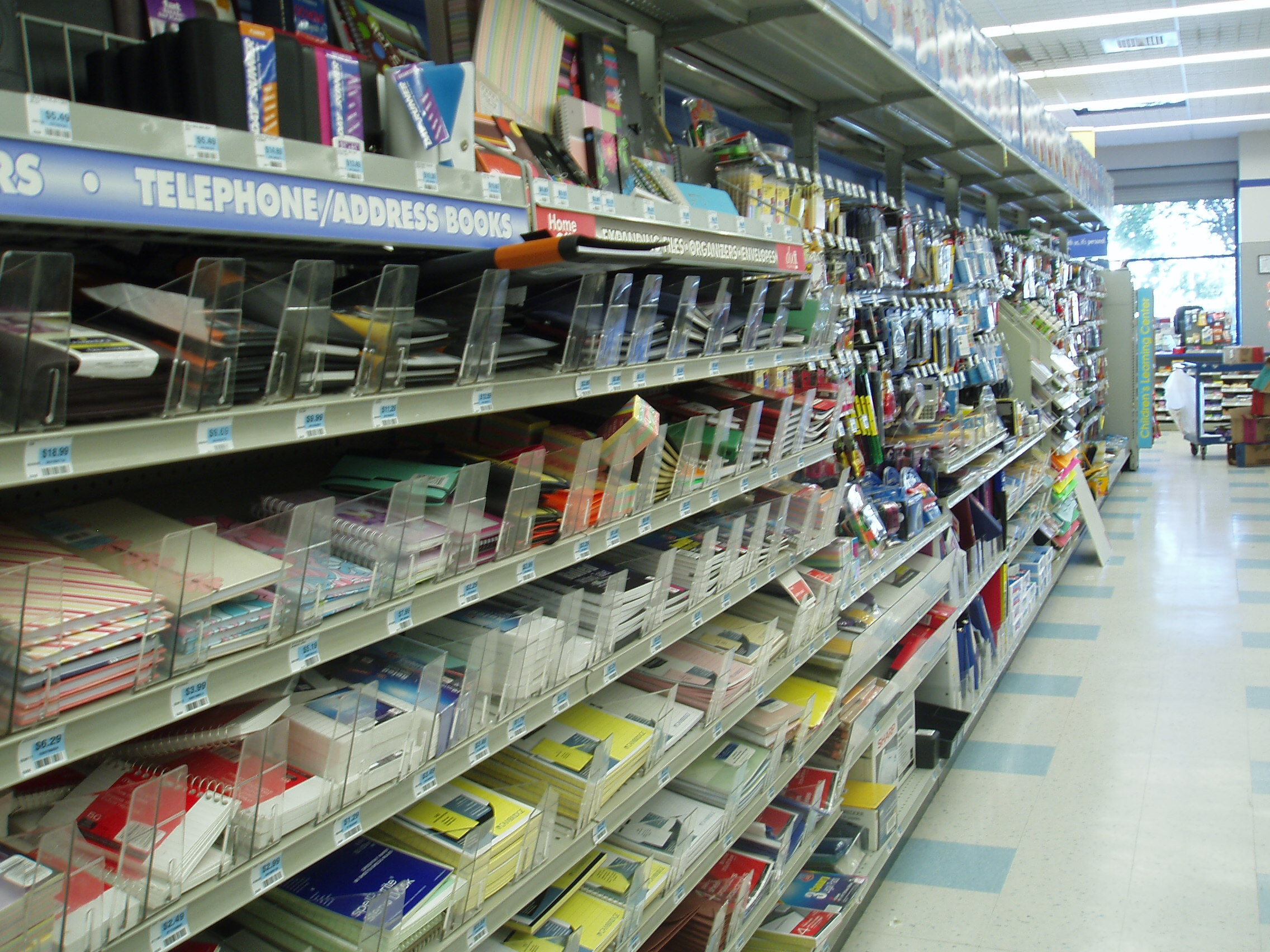
Kantoorartikelen

Een kantoorartikel is een verzamelbegrip voor diverse benodigdheden bij administratief werk, niet noodzakelijkerwijze maar wel vaak op een kantoor.
De verschillende artikelen lopen uiteen van materiaal voor eenmalig gebruik als nietjes, paperclips, papier, via apparaten voor dagelijks gebruik als perforators en lamineerapparaten tot machines als een videoprojector of een printer.
Kantoorartikelen worden verkocht bij de kantoorboekhandel.